# Умм-эль-Фахм
Умм-эль-Фахм (ивр. אֻם אל-פַחְם‎, араб. أم الفحم‎) — арабский город (с 1984 года) в Хайфском округе Израиля. Название Умм-эль-Фахм (букв. Мать угля) переводится в «Списке арабских и английских названий», изданном Комитетом исследования Палестины в Лондоне в 1881 году, как Производитель угля.

## История
Первые упоминания об Умм-эль-Фахме, согласно средневековому египетскому историку Макризи, относятся к 1265 году, но задолго до этого в местах, где расположен современный Умм-эль-Фахм, жили люди. Археологические раскопки помогли обнаружить остатки поселений Железного века, а также более поздние наслоения времён эллинизма и римского владычества.
В «Обзоре Западной Палестины», изданном в 1881 году, сообщается, что Умм-эль-Фахм, на тот момент насчитывавший около 500 жителей (из них порядка 80 христиан), разделён на четыре деревни, в каждой из которых свой шейх. В деревне разводят крупный рогатый скот, коз и лошадей, рядом с ней расположены плантации оливковых деревьев и цитрусовых культур.
К 1944 году в Умм-эль-Фахме проживало около двух тысяч человек. После арабо-израильской войны 1947—1949 годов он, вместе с другими арабскими населёнными пунктами так называемого Малого Треугольника (в который, в частности, входили Тира, Тайбе, Калансуа и Бака-аль-Гарбия), стал частью территории Израиля. Израильско-иорданская граница прошла вдоль южной границы Умм-эль-Фахма.
С тех пор население Умм-эль-Фахма быстро росло. В 1960 году он получил статус местного совета, а в 1985 году статус города.

## География
Умм-эль-Фахм расположен вблизи от шоссе 65, идущего от перекрёстка Кейсария в муниципальных границах Хадеры до перекрёстка Мегиддо, на одноимённой гряде холмов вдоль вади Ара. Самая высокая точка холмов — 522 метра над уровнем моря. Автобусные маршруты соединяют Умм-эль-Фахм с Хадерой, Тель-Авивом, Иерусалимом, Афулой, Биньяминой, Назаретом и другими израильскими городами

## Население
По данным Центрального статистического бюро Израиля, население на начало 2020 года составляло 56 109 человек.
Средний возраст в 2009 году составлял 20,1 года; жители в возрасте 65 лет и старше составляли всего три процента населения города, в то время как около сорока процентов населения составляли дети в возрасте до 14 лет. Естественный прирост населения между 2009 и 2010 годом составил 2,8 %. Из 7,5 тысяч семей в городе около 900 были многодетными (5 и больше детей).
Практически всё население города составляют арабы-мусульмане. Порядка 11 000 жителей города были в 2010 году наёмными работниками, около 7700 получали пособие по безработице и ещё 1700 — пенсию. Средний месячный доход владельцев частных бизнесов составлял в 2010 году 5688 шекелей, наёмных работников — 4397 шекелей. Общий уровень экономического развития города оценивался в два балла по 10-балльной шкале. Средний возраст 8,8 тысяч частных машин в городе составлял более 11 лет. В начале 2022 года уровень безработицы в Умм-эль-Фахме был самым высоким среди всех израильских городов (10,1 %).

## Администрация и политика
В городском совете Умм-эль-Фахма 16 депутатов. С 1989 года большинство в муниципалитете составляют члены Исламского движения Израиля. В 2010 году доходы городского бюджета составляли 204,343 миллиона шекелей (из них 126 миллионов выделены Государством Израиль), расходы 203,822 миллиона, долги муниципалитета в общей сложности составляют 22,2 миллиона.
Лидер Исламского движения Израиля, шейх Раед Салах, некоторое время возглавлявший муниципалитет Умм-эль-Фахма, неоднократно выступал перед верующими и в средствах массовой информации с экстремистскими заявлениями, включая кровавый навет и утверждения, что евреи не имеют никаких прав на Стену Плача, а также с призывами к насилию. Салах провёл два года в заключении за связи с террористической организацией «Хамас».
В октябре 2010 года депутат кнессета от партии «Национальное единство» Михаэль Бен-Ари и правые активисты Барух Марзель и Итамар Бен-Гвир провели в Умм-эль-Фахме демонстрацию с призывом к запрету деятельности Исламского движения. Демонстрация была крайне враждебно встречена местным населением, подростки начали забрасывать её участников камнями, и для разгона толпы понадобилось вмешательство больших сил полиции. В ходе разгона демонстрации пострадала депутат кнессета Ханин Зоаби, по словам которой, полицейские нарочно открыли по ней огонь резиновыми пулями.
Несмотря на политические трения, в ходе опроса, проведённого израильским еженедельником на арабском языке «Куль аль-Араб» в 2000 году, 83 % из жителей города заявили, что хотели бы остаться гражданами Израиля.

## Образование и культура

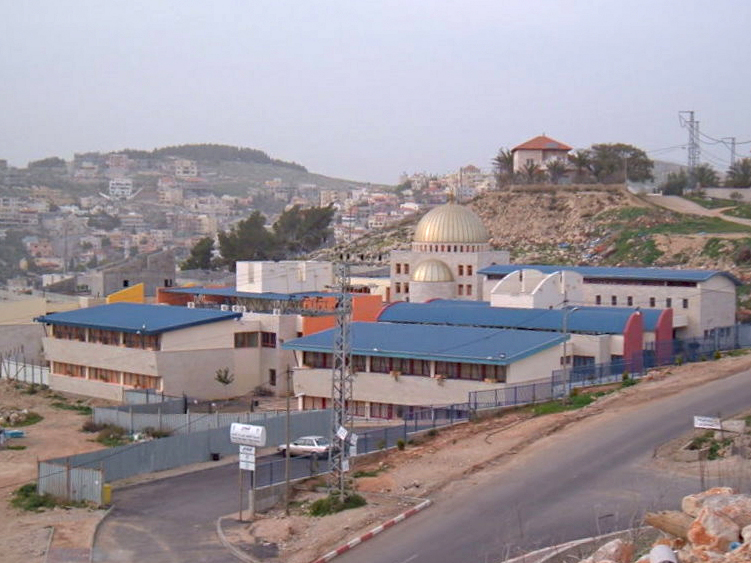
Колледж «Атид» в Умм-эль-Фахме

В 2010 году 13 749 детей в Умм-эль-Фахме обучались в начальных и средних школах. В колледже системы «Атид», расположенном в Умм-эль-Фахме, обучаются ежегодно около 500 студентов из арабских населённых пунктов Израиля, от Назарета на севере до Кафр-Кассема на юге. Студенты получают профессии автомеханика, техника систем обогрева и охлаждения, дипломированного электрика, компьютерного техника, бухгалтера и воспитателя детских садов. При колледже также действует программа подготовки к поступлению на университетские технические специальности.
Расположенная в Умм-эль-Фахме картинная галерея основана в 1996 году. В начале XXI века администрация галереи выступила с инициативой открытия в городе Музея современного искусства.
В Умм-эль-Фахме действует несколько футбольных клубов, выступающих в низших дивизионах чемпионата Израиля. Лучший городской клуб, «Хапоэль» (Умм-эль-Фахм), играет во Всеизраильской лиге, третьем дивизионе чемпионата Израиля.